# Stibeutes rugiventris
Stibeutes rugiventris is een insect dat behoort tot de orde vliesvleugeligen (Hymenoptera) en de familie van de gewone sluipwespen (Ichneumonidae). De wetenschappelijke naam van de soort werd voor het eerst geldig gepubliceerd door Strobl in 1901.
De soort komt voor in Frankrijk en Oostenrijk.